# Risan
Risan es una localidad de Montenegro perteneciente al municipio de Kotor en el suroeste del país.
En 2011 tenía una población de 2034 habitantes, de los cuales 1032 eran étnicamente montenegrinos y 589 serbios. Es la tercera localidad más poblada del municipio, tras Dobrota y Škaljari.
Se ubica en la costa más septentrional de las bocas de Kotor, unos 10 km al noroeste de la capital municipal Kotor.
Tiene su origen en la antigua localidad de Rhizon, fortaleza iliria en la cual Teuta se refugió durante las guerras ilíricas. En la época romana pasó a llamarse Rhizinium y llegó a tener unos diez mil habitantes. En el siglo VI pasó a ser sede de la diócesis de Risano, hasta que las invasiones ávaras y eslavas dejaron la ciudad despoblada. En la Edad Media se recuperó como un pequeño pueblo, sin la importancia de épocas anteriores, pero con obispado entre los siglos XIII y XVII. Formó parte de las tierras de Esteban Vukčić Kosača, hasta que en 1482 fue incorporado al Imperio otomano como base de piratería contra los venecianos. En 1688 pasó a formar parte de la Albania veneciana.

## Demografía
La localidad ha tenido la siguiente evolución demográfica:
| Gráfica de evolución demográfica de Risan entre 1948 y 2003 |
|                                                             |